# Jean d’Orléans (1874–1940)
Jean Pierre Clément Marie d’Orléans (ur. 4 września 1874, zm. 25 sierpnia 1940) – orleański pretendent do tronu Francji, tytułowany księciem de Guise.

## Życiorys
Był synem Roberta, księcia Chartres, wnukiem Ferdynanda Filipa Orleańskiego i prawnukiem Ludwika Filipa I, króla Francuzów.
Mimo wygnania, na które musiała udać się większość rodziny po 1886 roku, on sam pozostał we Francji do 1924 roku. W 1926, po śmierci Ludwika, księcia Orleanu – pretendenta do tronu Francji, Jean d’Orléans odziedziczył pretensje do tronu. Został tytularnym królem Francji jako Jan III, jednak tytuł ten został zakwestionowany przez hiszpańskich książąt Andegawenii (potomków w prostej linii Ludwika XIV).
Republika francuska dotychczas pozwalała Janowi mieszkać we Francji, ale zabroniła mu odbycia służby wojskowej we francuskiej armii. Nowy pretendent do tronu udał się więc do Danii, ojczyzny swojego szwagra – księcia Waldemara. Po odbyciu służby d’Orléans wrócił do Francji i przez kilka lat mieszkał w Nouvion-in-Thiérache.
Jean d’Orléans zmarł w Larache w Maroku w roku 1940.

## Małżeństwo i potomstwo
30 października 1899 w Kingston upon Thames Jean d’Orléans poślubił swoją siostrę stryjeczną – Isabelle d’Orléans. Isabelle była córką Filipa, hrabiego Paryża, i Marii Izabeli Orleańskiej, infantki hiszpańskiej. Para miała czworo dzieci:
- Isabelle Françoise Hélène Marie de Guise (1900–1983)

∞ 1923 Marie Hervé Jean Bruno, hrabia d’Harcourt (1899–1930)
∞ 1934 Pierre Murat, książę Murat
- Françoise Isabelle Louise Marie de Guise (1902–1953)

∞ 1929 Krzysztof, książę Grecji (syn Jerzego I i Olgi Konstantinownej)
- Anne Hélène Marie de Guise (1906–1986)

∞ 1927 Amadeusz de Savoie-Aoste, trzeci książę Aosty
- Henri Robert Ferdinand Marie d’Orléans, polityk francuski i pretendent do tronu Francji (1908–1999)